# МУР (гурт)
МУР — український гурт, створений у 2022 році. 

## Історія
Назву гурту МУР пов'язують із віршем Василя Стуса «Що ти сказав?», де є рядок: «...Я – ворог твій – тобі мурую мур Імперії», а також співзвучно із організацією Мистецький український рух, яку створили українські письменники, які після Другої світової проживали в таборах для переміщених осіб.
Лідер гурту Олександр Хоменко заснував його у травні 2022 року, одразу після свого виходу із окупації в Ясногородці, що на північ від Києва. Спочатку автори просто клали вірші українських поетів на музику. Учасники до Повномасштабного російського вторгнення в Україну слухали російську музику, але з 2022 вирішили розвивати українську культуру та популяризувати класиків української літератури.
27 серпня 2022 відбувся в них перший сольний концерт у Caribbean Club (Київ).
Для випуску свого третього альбому Ти (Романтика) залучали відомих артистів : Сергія Жадана, Євгена Яновича, Олену Кравець, гурти Nazva, Хейтспіч та інших.
Крім музики, учасники гурту створюють документальні відео про історію української літератури та музики, зокрема про пісню «Щедрик», поетів Тичину, Багряного, Стуса й Симоненка.

### Премія імені Павла Тичини
Гурт став засновником Премії імені Павла Тичини в галузях: образотворче мистецтво, музика, література, історія, наука.

## Дискографія
- МYR vol.1. (2022)
- Захалявна книжечка (2022)
- Ти (Романтика) (2024)
- Pax Romana (2024)

## Мюзикл
За текстами альбому «Ти [Романтика]» та спеціально написаним сценарієм було поставлено перший в Україні історичний реп-мюзикл з однойменною назвою. Твір присвячений темі «Розстріляного Відродження» та життю тогочасних митців у харківському будинку «Слово». Прем'єра відбулася 23 квітня 2024 року в Жовтневому палаці в Києві.